# Uzrui, Novhorod-Siverskîi
Uzrui (în ucraineană Узруй) este un sat în comuna Șeptakî din raionul Novhorod-Siverskîi, regiunea Cernihiv, Ucraina.

## Demografie
Componența lingvistică a localității Uzrui
     Ucraineană (91,4%)
     Rusă (8,6%)
Conform recensământului din 2001, majoritatea populației localității Uzrui era vorbitoare de ucraineană (91,4%), existând în minoritate și vorbitori de rusă (8,6%).